# K-278 Komsomolets
K-278 Komsomolets var en sovjetisk atomubåt som den sjunde april 1989 förliste utanför den norska kusten i Norska havet, 74 km syd-sydost om Björnön.
Komsomolets var en ny modell av atomubåt, den enda i klassen Projekt 685 Plavnik (Mike-klass). Hon hade dubbla skrov varav det inre var av titan vilket gjorde att den kunde tåla extremt höga tryck. Efter en brand ombord blåstes barlasttankarna och ubåten tog sig upp till ytan. De flesta i besättningen övergav då fartyget, men många dog i det kalla vattnet. Efter flera timmars brand sjönk till sist Komsomolets. Med hjälp av en flyktkapsel tog sig fyra man ut av vilka endast en överlevde. Totalt omkom 42 man, 25 man överlevde. Idag ligger Komsomolets på botten, 1700 meter under havsytan.
Komsomolets var bestyckad med två kärnvapenbestyckade torpeder som på grund av titanskrovet korroderade snabbt. Detta gjorde att torpederna snart läckte giftigt plutonium-239. Vid en lyckad expedition 1994 till 1995 tätades hål i skrovet vilket tillfälligt stoppade läckaget.